# Бирюков, Константин Иванович
Константи́н Ива́нович Бирюко́в (род. 20 ноября 1971, Ленинград) — советский и российский режиссёр-аниматор. Является автором знаменитой заставки мультсериала «Смешарики 2D».

## Биография
Родился 20 ноября 1971 года в Ленинграде.
В 1990 году окончил Ленинградский монтажный техникум.
В 1991 году обучался в Ленинградском Высшем военном училище ПВО.
В 1991 году устроился на Ленинградскую студию научно-популярных и учебных фильмов. До 2002 года сотрудничал с другими студиями: студии «ZIS», издательством «Лениздат»,
1994—1996 — студия «AMI», ведущий художник-мультипликатор на проектах, участие в создание компьютерных игр для компаний Sierra, Brothebund, Blizzard.
С 1997—2002 годы работал на студии Рината Газизова как художник-постановщик. Участвовал в создании более 15 рекламных роликов и 14 видео- клипов.
С 1999 по 2000 годы работал на студии анимационного кино «Мельница» в качестве аниматора мультсериала «Приключения в Изумрудном городе».
Работал над иллюстрированием книг для издательства «Мир ребёнка». Среди них Астрид Линдгрен «Пеппи Длинныйчулок», Лаймен Фрэнк Баум «Глупый волшебник» и серия книг «Сказки гнома».
2000 — самостоятельная деятельность. Иллюстрация книг, создание рекламных роликов и клипов. Работа с издательствами «Нева», «Оникс».
Также иллюстрировал книги: Корнея Чуковского «Мойдодыр», «Федорино горе», «Айболит и Бармалей», «Путаница», «Телефон», «Краденое солнце», «Тараканище», Джанни Родари «Как путешествовал Джованинно», Милош Мацоурек «Каникулы Бонифация» и другие сказки.
С 2003 по 2022 годы работает на студии анимации «Петербург». Является постановщиком и автором заставки к сериалу «Смешарики».
В 2018 году вновь возвращается на студию анимационного кино «Мельница» в качестве режиссёра серий мультсериала «Царевны», а затем работает одним из раскадровщиков проекта «Барбоскины Team» и «Три богатыря и Пуп Земли».

## Фильмография

### Режиссёрские работы
- 1998 — Детки
- 2003—2012 — Смешарики

| Список серий классического сериала «Смешарики», поставленные Константином Бирюковым: | Список серий классического сериала «Смешарики», поставленные Константином Бирюковым: | Список серий классического сериала «Смешарики», поставленные Константином Бирюковым: | Список серий классического сериала «Смешарики», поставленные Константином Бирюковым: |
| № серии                                                                              | Название                                                                             | Сценарист серии                                                                      | Год производства                                                                     |
| ------------------------------------------------------------------------------------ | ------------------------------------------------------------------------------------ | ------------------------------------------------------------------------------------ | ------------------------------------------------------------------------------------ |
| 3                                                                                    | Фанерное солнце                                                                      | Алексей Лебедев                                                                      | 2003                                                                                 |
| 8                                                                                    | Кто первый?                                                                          | Анастасия Азеева                                                                     | 2004                                                                                 |
| 11                                                                                   | Рояль                                                                                | Герман Молчанов                                                                      | 2004                                                                                 |
| 16                                                                                   | Биография зонтика                                                                    | Алексей Лебедев                                                                      | 2004                                                                                 |
| 20                                                                                   | Гольф                                                                                | Алексей Лебедев                                                                      | 2004                                                                                 |
| 23                                                                                   | Как стать звездой                                                                    | Алексей Лебедев                                                                      | 2004                                                                                 |
| 31                                                                                   | Магнетизм                                                                            | Алексей Лебедев                                                                      | 2004                                                                                 |
| 36                                                                                   | Живые часы                                                                           | Светлана Мардаголимова                                                               | 2005                                                                                 |
| 44                                                                                   | Приятные новости                                                                     | Алексей Лебедев                                                                      | 2005                                                                                 |
| 50                                                                                   | Долгая рыбалка                                                                       | Дмитрий Яковенко                                                                     | 2005                                                                                 |
| 51                                                                                   | Ремонт — дело коллективное                                                           | Дмитрий Яковенко                                                                     | 2005                                                                                 |
| 59                                                                                   | ОРЗ                                                                                  | Светлана Мардаголимова                                                               | 2006                                                                                 |
| 91                                                                                   | Аноним                                                                               | Алексей Лебедев                                                                      | 2007                                                                                 |
| 123                                                                                  | Вишнёвый сад                                                                         | Алексей Лебедев                                                                      | 2008                                                                                 |
| 124                                                                                  | Комната страха                                                                       | Алексей Лебедев                                                                      | 2008                                                                                 |
| 127-129                                                                              | Эффект бабушки                                                                       | Алексей Лебедев                                                                      | 2008                                                                                 |
| 131                                                                                  | Только горы                                                                          | Светлана Мардаголимова                                                               | 2008                                                                                 |
| 194                                                                                  | Место в истории                                                                      | Светлана Мардаголимова                                                               | 2011                                                                                 |
| 212                                                                                  | Парашют                                                                              | Алексей Лебедев                                                                      | 2012                                                                                 |

- 2007 — Воздух
- 2010—2019 — Фиксики
- 2011—2017 — Смешарики. Пин-Код
- 2012—2013 — Смешарики. Новые приключения
- 2012—2015 — Летающие звери
- 2015—2016 — Малыши и летающие звери
- 2018—2023 — Царевны
- 2020—2023 — Смешарики. Новый сезон
- 2022—н.в. — Детектив Финник
- 2023 — Синема[1]
- 2023 — Барбоскины

### Сториборд
- 2023 — Три богатыря и Пуп Земли

### Сценарист
- 1998 — Детки
- 2007 — Воздух

### Художник-постановщик
- 2007 — Воздух

### Раскадровщик
- 2022 — Барбоскины Team

### Художник-аниматор
- 1997 — Программа Рекламных Роликов
- 1998 — Детки
- 1999—2000 — Приключения в Изумрудном городе
- 1998 — Про Барана и Козла
- 2007 — Воздух
- 2007 — Мультфильм

### Оператор-постановщик
- 2007 — Воздух

### Художественный руководитель
- 2015—2017 — Ангел Бэби

## Награды[2]
- 15 декабря 2007 г. «Русский FLASH» 16 декабря в «Актовом зале». Подборка фильмов от Марии Якушиной.
- 12 июля 2007 г. — В конкурсную программу МКФ «КРОК» вошли 153 фильма. Один из них мультфильм Константина Бирюкова «Воздух».